# كبود غنبد (سلطانية)
کبود غنبد (بالفارسية: کبودگنبد) هي قرية تقع في إيران في قسم سلطانیة الریفي. يقدر عدد سكانها بـ 249 نسمة بحسب إحصاء 2016.